# (71445) Marc
Der Asteroid Marc oder – in der Nomenklatur für Asteroiden – (71445) Marc gehört zum Asteroidengürtel des Sonnensystems. Er wurde am 4. Januar 2000 von Lawrence Wasserman an der Anderson Mesa Station des Lowell-Observatoriums von Flagstaff, Arizona entdeckt und am 8. September 2004 nach dessen Sohn Marc Y. benannt.